# Chikka-Sindgi, Sindgi
Chikka-Sindgi là một làng thuộc tehsil Sindgi, huyện Bijapur, bang Karnataka, Ấn Độ.